# Écretteville-lès-Baons
Écretteville-lès-Baons [ekʁɛtvil lɛ bɑ̃] est une commune française située dans le département de la Seine-Maritime, en région Normandie.

## Géographie

### Localisation
| Terres-de-Caux | Envronville            | Hautot-le-Vatois |
| Cléville       | Écretteville-les-Baons |                  |
| Alvimare       | Allouville-Bellefosse  | Valliquerville   |

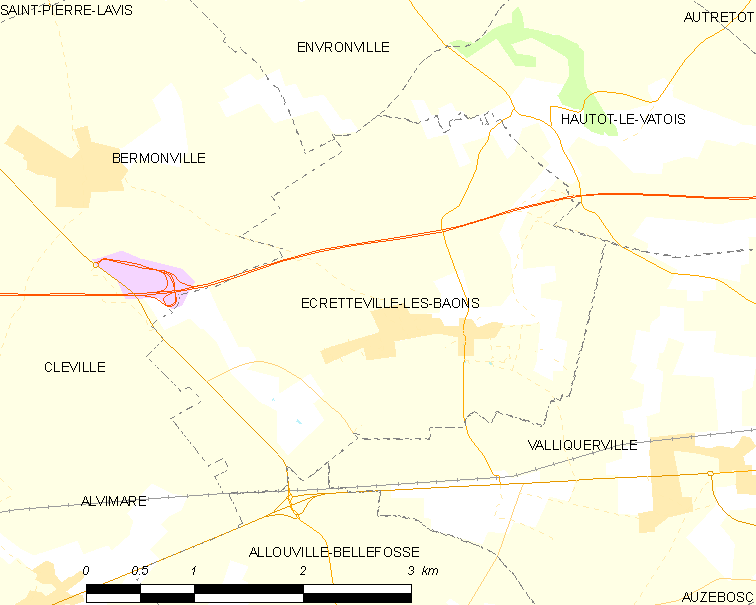
Carte de la commune.
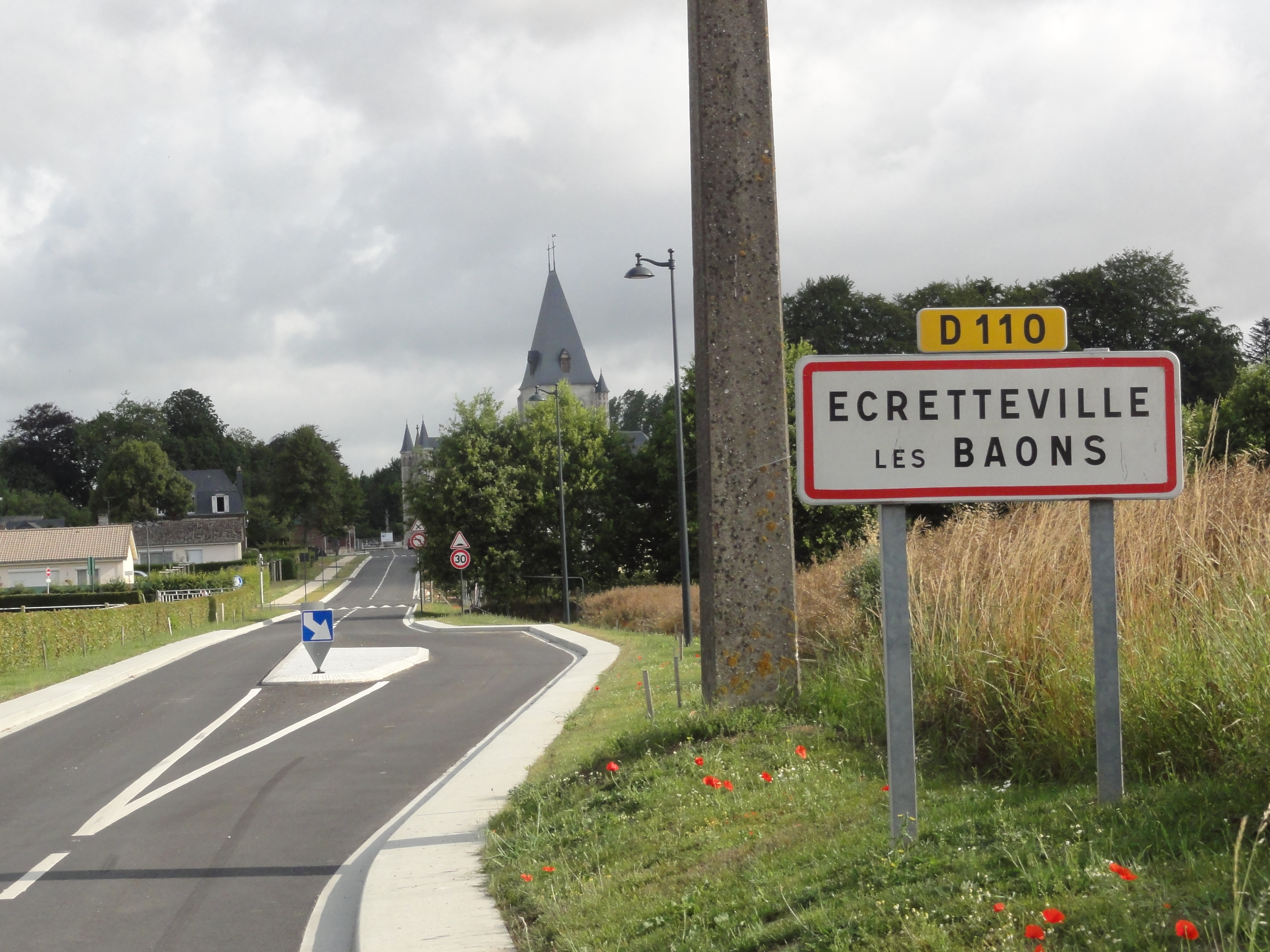
L'entrée de l'agglomération.
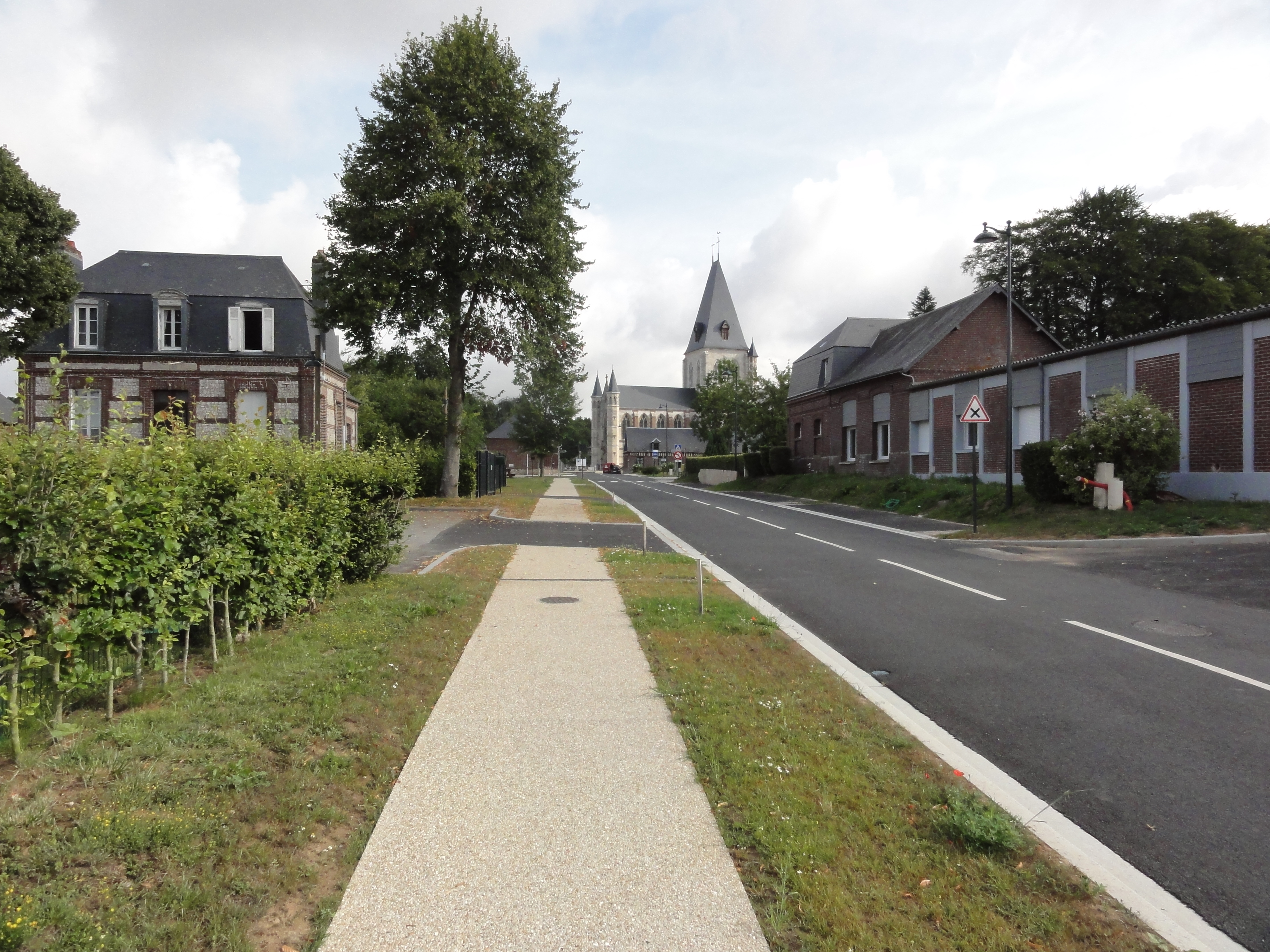
le centre d'Écretteville-lès-Baons

### Hydrographie
La commune est située dans le bassin Seine-Normandie. Elle n'est drainée par aucun cours d'eau,.

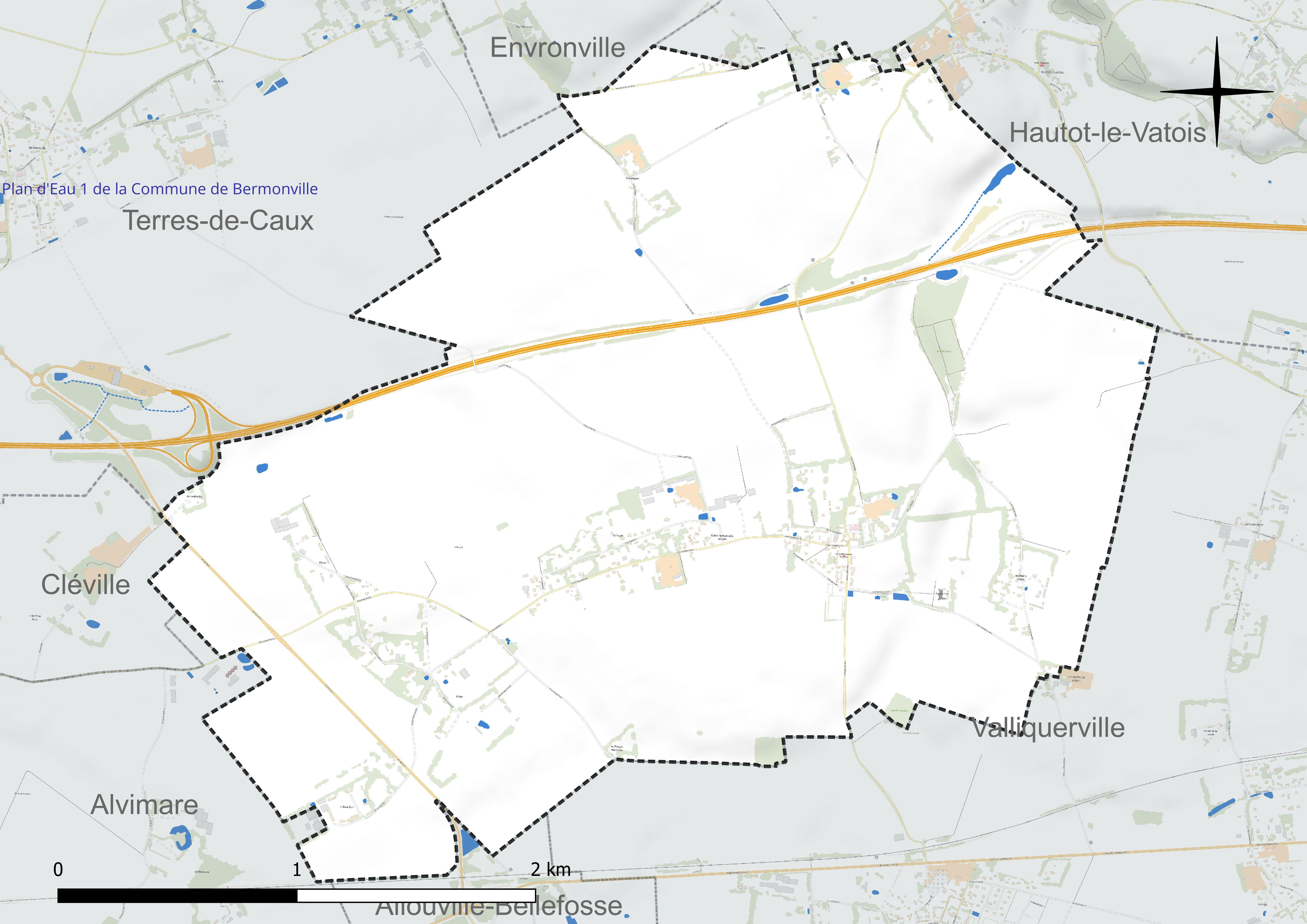
Réseau hydrographique d'Écretteville-lès-Baons.

### Climat
Pour des articles plus généraux, voir Climat de la Normandie et Climat de la Seine-Maritime.
En 2010, le climat de la commune est de type climat océanique altéré, selon une étude du CNRS s'appuyant sur une série de données couvrant la période 1971-2000. En 2020, Météo-France publie une typologie des climats de la France métropolitaine dans laquelle la commune est exposée à un climat océanique et est dans la région climatique Côtes de la Manche orientale, caractérisée par un faible ensoleillement (1 550 h/an) ; forte humidité de l’air (plus de 20 h/jour avec humidité relative > 80 % en hiver), vents forts fréquents. Parallèlement le GIEC normand, un groupe régional d’experts sur le climat, différencie quant à lui, dans une étude de 2020, trois grands types de climats pour la région Normandie, nuancés à une échelle plus fine par les facteurs géographiques locaux. La commune est, selon ce zonage, exposée à un « climat maritime », correspondant au Pays de Caux, frais, humide et pluvieux, légèrement plus frais que dans le Cotentin.
Pour la période 1971-2000, la température annuelle moyenne est de 10,4 °C, avec une amplitude thermique annuelle de 13,5 °C. Le cumul annuel moyen de précipitations est de 960 mm, avec 13,5 jours de précipitations en janvier et 9,1 jours en juillet. Pour la période 1991-2020, la température moyenne annuelle observée sur la station météorologique la plus proche, située sur la commune d'Ectot-lès-Baons à 9 km à vol d'oiseau, est de 10,8 °C et le cumul annuel moyen de précipitations est de 905,5 mm,. Pour l'avenir, les paramètres climatiques de la commune estimés pour 2050 selon différents scénarios d'émission de gaz à effet de serre sont consultables sur un site dédié publié par Météo-France en novembre 2022.

## Urbanisme

### Typologie
Au 1er janvier 2024, Écretteville-lès-Baons est catégorisée commune rurale à habitat dispersé, selon la nouvelle grille communale de densité à sept niveaux définie par l'Insee en 2022.
Elle est située hors unité urbaine. Par ailleurs la commune fait partie de l'aire d'attraction d'Yvetot, dont elle est une commune de la couronne,. Cette aire, qui regroupe 15 communes, est catégorisée dans les aires de moins de 50 000 habitants,.

### Occupation des sols
L'occupation des sols de la commune, telle qu'elle ressort de la base de données européenne d’occupation biophysique des sols Corine Land Cover (CLC), est marquée par l'importance des territoires agricoles (96,3 % en 2018), une proportion identique à celle de 1990 (96,3 %). La répartition détaillée en 2018 est la suivante : 
terres arables (81,8 %), prairies (12,4 %), zones urbanisées (3,7 %), zones agricoles hétérogènes (2,1 %). L'évolution de l’occupation des sols de la commune et de ses infrastructures peut être observée sur les différentes représentations cartographiques du territoire : la carte de Cassini (XVIIIe siècle), la carte d'état-major (1820-1866) et les cartes ou photos aériennes de l'IGN pour la période actuelle (1950 à aujourd'hui).

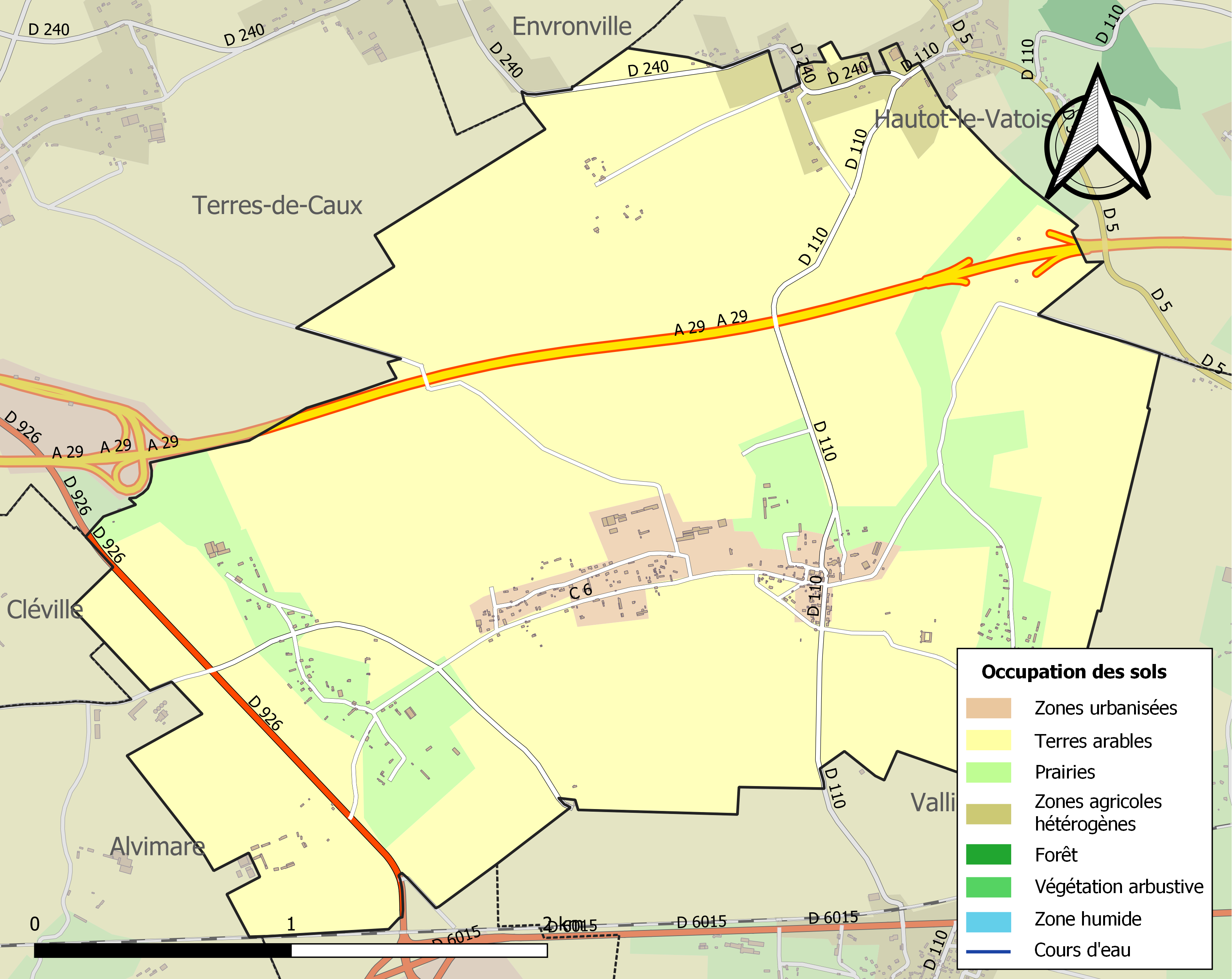
Carte des infrastructures et de l'occupation des sols de la commune en 2018 (CLC).

## Toponymie
Le nom de la localité est attesté sous les formes latinisées Scrotivillæ en 1006, Scrotivilla en 1025, Scrot villa en 1032 - 1035, Ecretteville les Baons en 1793, Ecretteville en 1801.
lès-Baons signifie « près de Baons-le-Comte ». En français, la préposition « lès » signifie « près de ». D'usage vieilli, elle n'est guère plus rencontrée que dans les toponymes, plus particulièrement ceux de localités.

## Enseignement

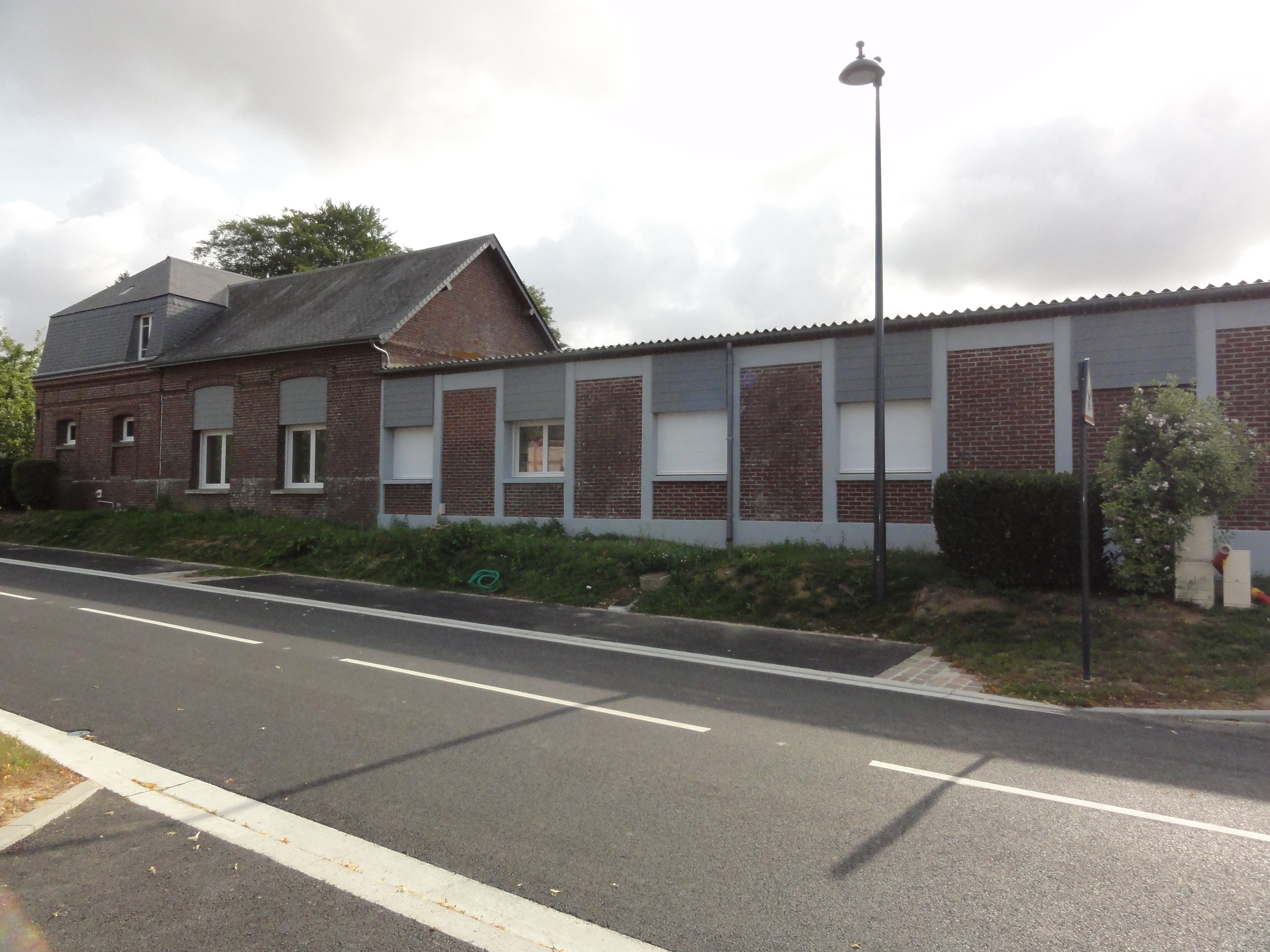
Les anciennes écoles.

## Politique et administration
| Période                                  | Période                    | Identité         | Étiquette | Qualité |
| ---------------------------------------- | -------------------------- | ---------------- | --------- | --- |
| Les données manquantes sont à compléter. |                            |                  |           | |
| avant 1995                               |                            | Roland Malandain | DVD       | |
| Les données manquantes sont à compléter. |                            |                  |           | |
| mars 2001                                | mai 2015                   | Agnès Héron      |           | Vice-présidente de la CC de la Région d’Yvetot (2002 → 2014) Démissionnaire                                             |
| mai 2015                                 | En cours (au 15 août 2024) | Éric Renée       |           | Colonel retraité de sapeurs-pompiers Vice-président de la CC Yvetot Normandie (2017 → ) Réélu pour le mandat 2020-2026, |

## Démographie
L'évolution du nombre d'habitants est connue à travers les recensements de la population effectués dans la commune depuis 1793. Pour les communes de moins de 10 000 habitants, une enquête de recensement portant sur toute la population est réalisée tous les cinq ans, les populations de référence des années intermédiaires étant quant à elles estimées par interpolation ou extrapolation. Pour la commune, le premier recensement exhaustif entrant dans le cadre du nouveau dispositif a été réalisé en 2006.

En 2022, la commune comptait 352 habitants, en évolution de −8,81 % par rapport à 2016 (Seine-Maritime : +0,35 %, France hors Mayotte : +2,11 %).
| 1793 | 1800 | 1806 | 1821 | 1831 | 1836 | 1841 | 1846 | 1851 |
| ---- | ---- | ---- | ---- | ---- | ---- | ---- | ---- | ---- |
| 704  | 707  | 717  | 741  | 786  | 806  | 773  | 734  | 703  |

| 1856 | 1861 | 1866 | 1872 | 1876 | 1881 | 1886 | 1891 | 1896 |
| ---- | ---- | ---- | ---- | ---- | ---- | ---- | ---- | ---- |
| 731  | 716  | 720  | 712  | 650  | 554  | 554  | 526  | 534  |

| 1901 | 1906 | 1911 | 1921 | 1926 | 1931 | 1936 | 1946 | 1954 |
| ---- | ---- | ---- | ---- | ---- | ---- | ---- | ---- | ---- |
| 509  | 477  | 436  | 396  | 385  | 385  | 354  | 394  | 365  |

| 1962 | 1968 | 1975 | 1982 | 1990 | 1999 | 2006 | 2011 | 2016 |
| ---- | ---- | ---- | ---- | ---- | ---- | ---- | ---- | ---- |
| 350  | 354  | 381  | 376  | 398  | 420  | 421  | 402  | 386  |

| 2021 | 2022 | - | - | - | - | - | - | - |
| ---- | ---- | - | - | - | - | - | - | - |
| 360  | 352  | - | - | - | - | - | - | - |

## Vie associative et sportive

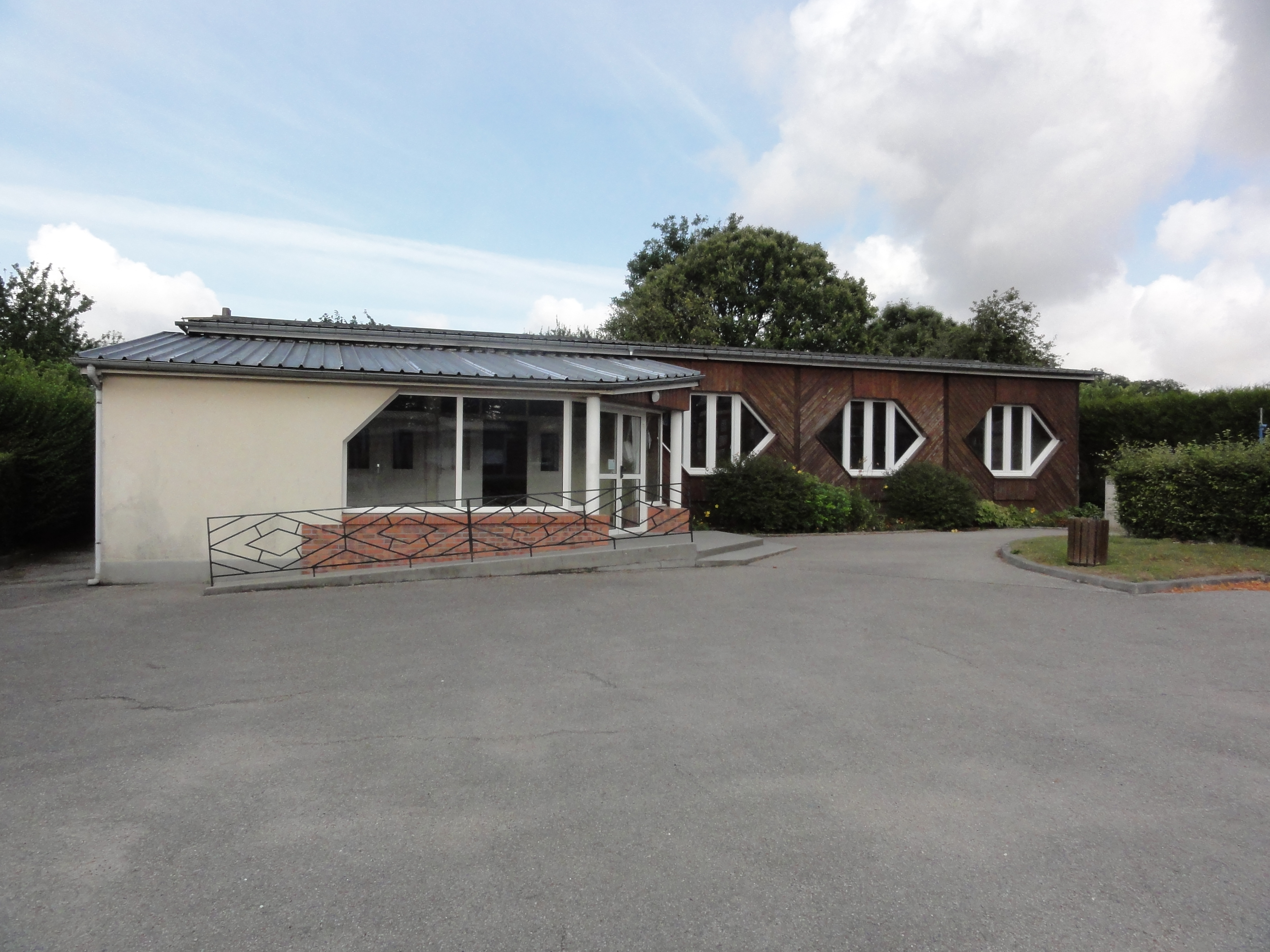
La salle des fêtes.
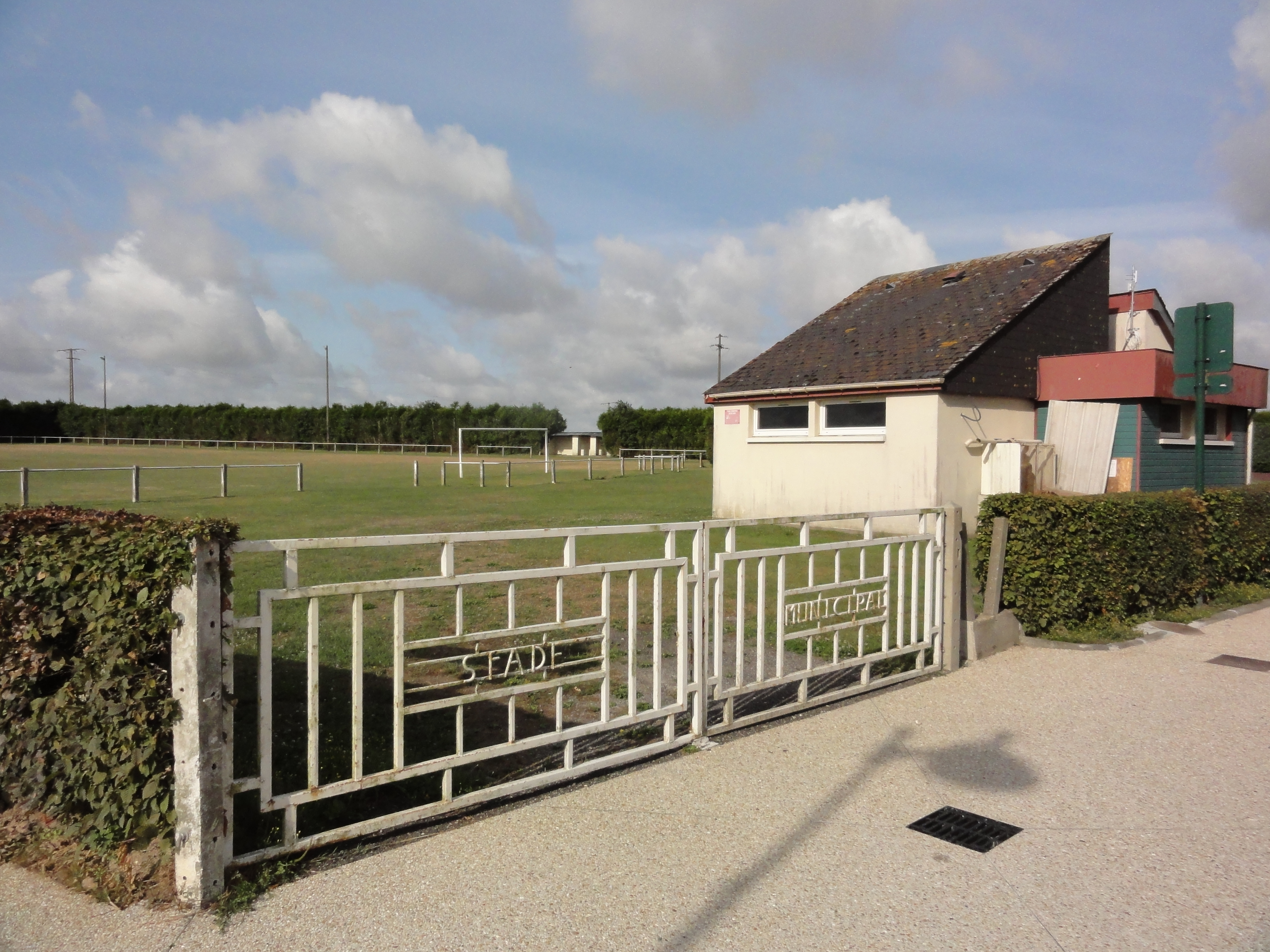
Le stade municipal.

## Culture locale et patrimoine

### Lieux et monuments
- L'Église Saint-Blaise-et-Notre-Dame.
- Le monument aux morts.
- Le manoir du Catel a été classé monument historique par arrêté du ministre de la Culture et de la Communication en date du 27 août 2010[23].

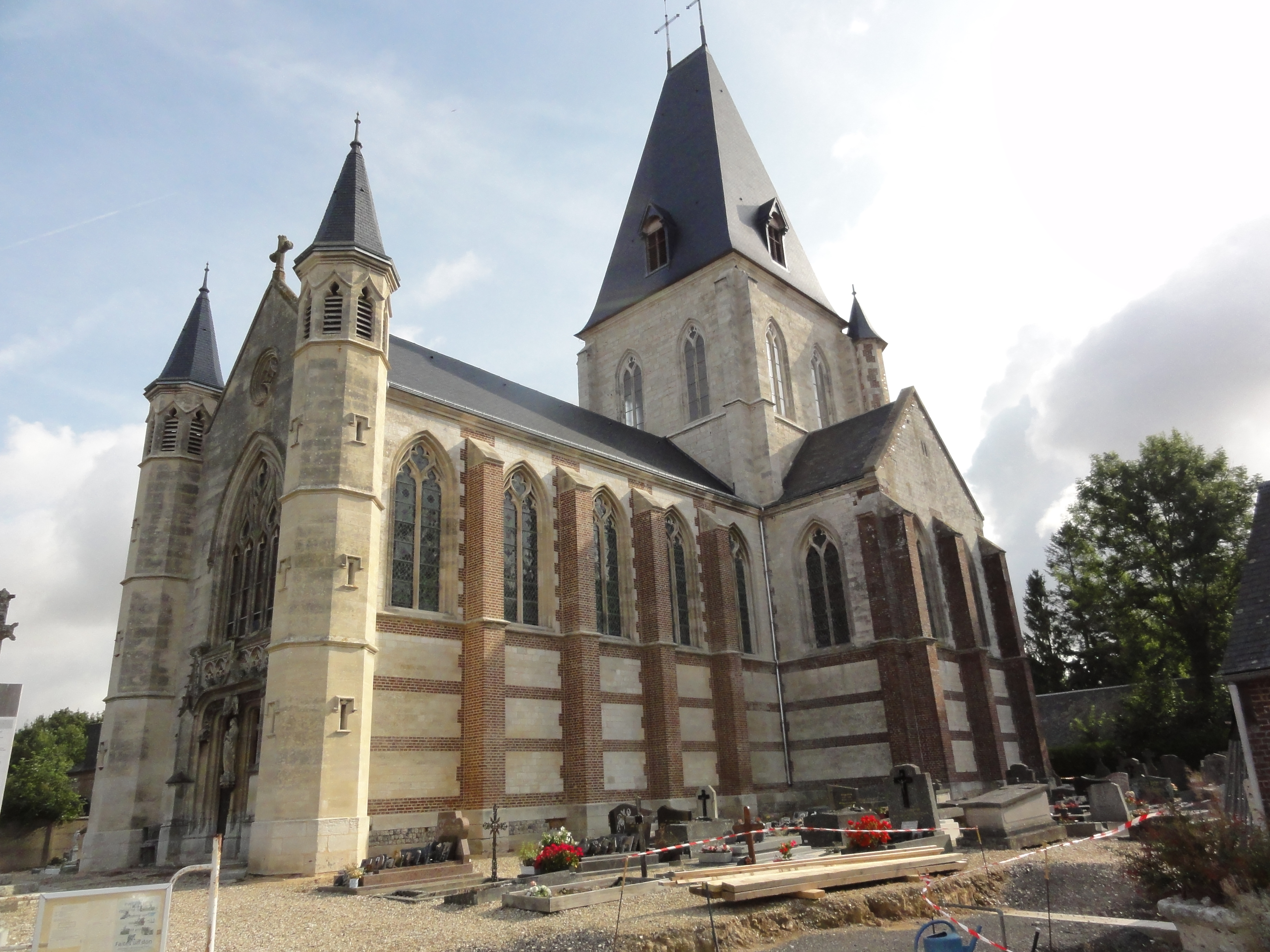
L'église Saint-Blaise-et-Notre-Dame.
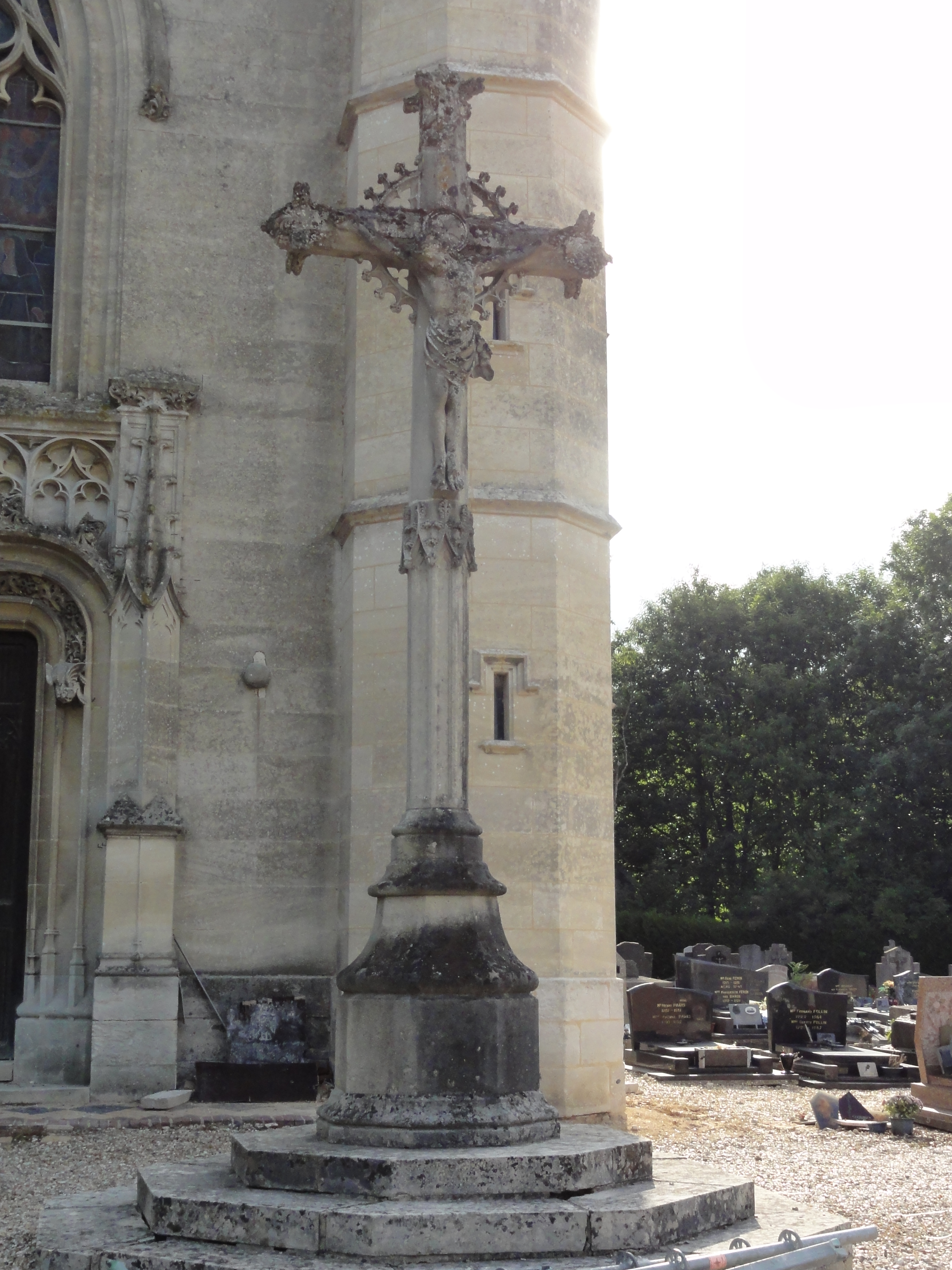
La croix du cimetière.
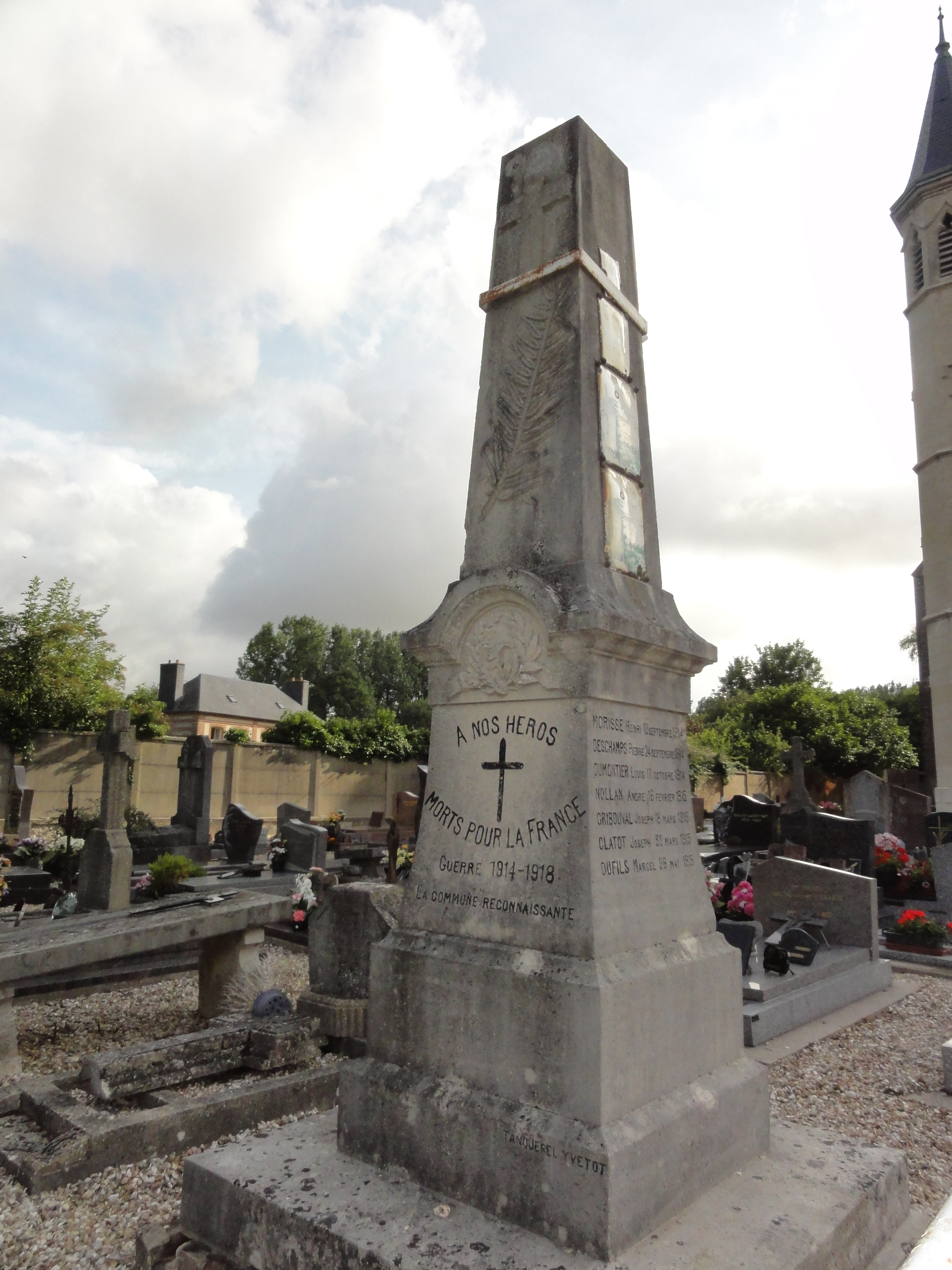
Le monument aux morts.
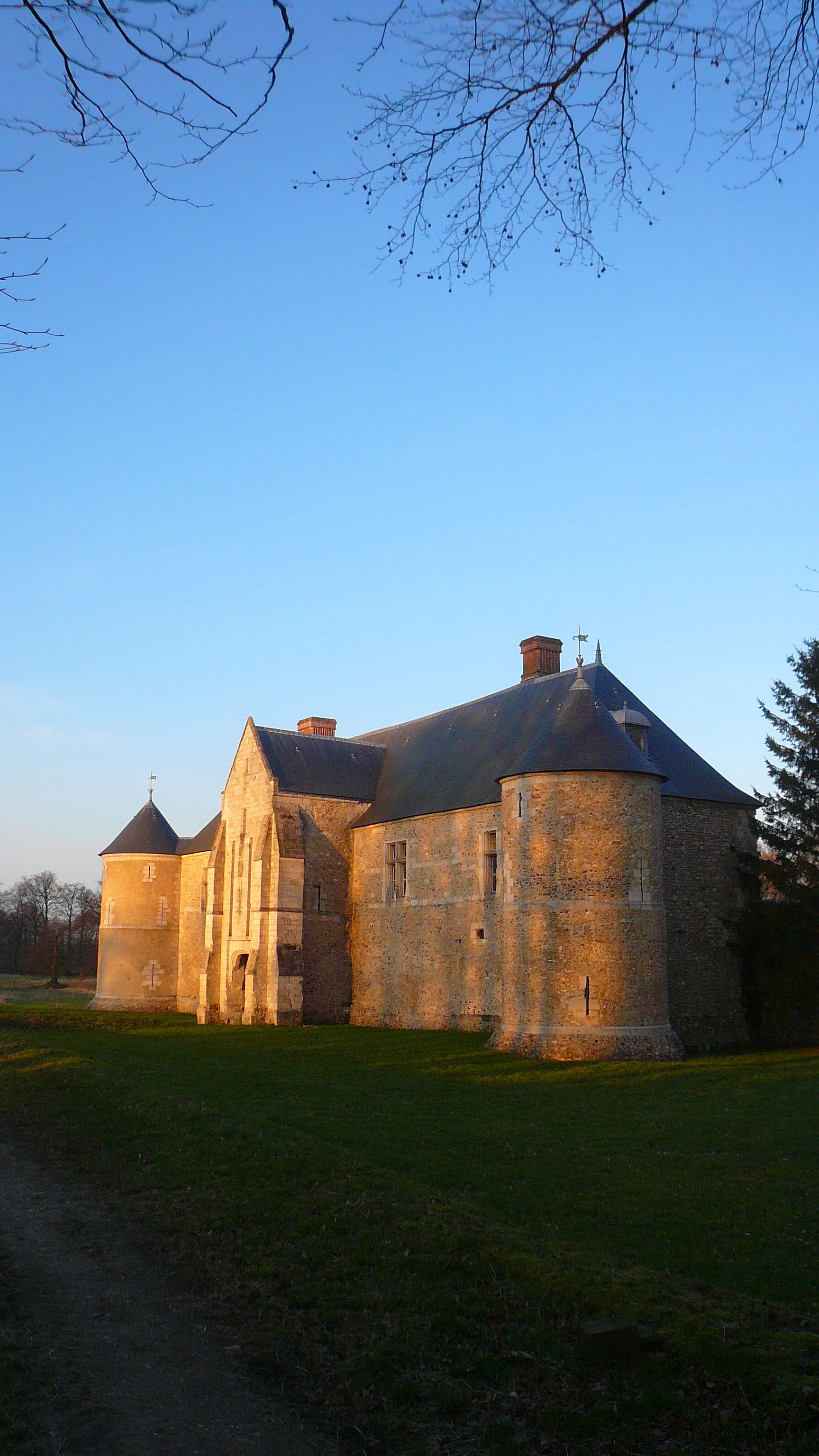
Le manoir du Catel.

### Personnalités liées à la commune
- Frédéric Toussaint, écrivain français, réside au manoir du Catel.

### Héraldique
| Armes d’Écretteville-lès-Baons | Les armes de la commune d’Écretteville-lès-Baons se blasonnent ainsi : D’argent à l’étai de gueules, accompagné en chef de 2 merlettes, et en pointe d’une balance, le tout de sable ; au chef d’azur chargé d’un croissant accosté de 2 molettes, le tout d’or. (adopté en 2008) |